# ألعاب الفيديو باعتبارها شكلا فنيا
يعتبر مفهوم ألعاب الفيديو كشكل من أشكال الفن موضوع نقاش شائع في صناعة الترفيه. على الرغم من أن ألعاب الفيديو قد مُنحَ الحماية القانونية كأعمال إبداعية من قبل المحكمة العليا للولايات المتحدة، فإن الاقتراح الفلسفي بأن ألعاب الفيديو هي أعمال فنية لا يزال موضع تساؤل، حتى عند النظر في مساهمة العناصر التعبيرية مثل التمثيل والمرئيات والقصص، التفاعل والموسيقى. حتى الألعاب الفنية، الألعاب المصممة عن قصد لتكون عملًا للتعبير الإبداعي، تعرضت لتحدي بعض النقاد باعتبارها أعمالًا فنية.

## التاريخ
في عام 1983، ذكرت مجلة ألعاب الفيديو أن الألعاب هي شكل فني مثل أي مجال آخر للترفيه.
جاء أول اعتبار مؤسسي للعبة الفيديو كشكل فني في أواخر الثمانينيات عندما بدأت المتاحف الفنية في عرض بأثر رجعي لألعاب الجيل الأول والثاني التي عفا عليها الزمن. في معارض مثل متحف الصور المتحركة لمتحف الصور المتحركة عام 1989، عُرضت ألعاب الفيديو على أنها أعمال سابقة التشكيل جاءت جودتها كفن من نية المنسق لعرضها على أنها فنية. أُجريت المزيد من الاستكشافات لهذا الموضوع في أواخر التسعينيات وأوائل العقد الأول من القرن الحادي والعشرين مع معارض مثل ما وراء الواجهة لمركز ووكر للفنون (1998)، عبر الإنترنت وعدد من العروض في عام 2001.
صدى مفهوم لعبة الفيديو كجسم جاهز على طراز دوشامب أو ككائن موجود لدى مطوري اللعبة الفنية الأوائل. أشارت الأستاذة تيفاني هولمز في بحثها عن الفنون الرقمية والثقافة لعام 2003، الاتجاهات الحالية في نوع لعبة الفن، إلى أن هناك اتجاهًا ناشئًا هامًا داخل مجتمع الفن الرقمي يتمثل في تطوير قطع ألعاب فيديو قابلة للتشغيل تشير إلى أو تكريم إلى الأعمال الكلاسيكية السابقة. في تعديل رمز الألعاب المبكرة المبسطة أو عن طريق إنشاء تعديلات فنية لألعاب أكثر تعقيدًا، ظهر نوع الألعاب الفنية من تقاطع الألعاب التجارية والفن الرقمي المعاصر.
في مؤتمر تاريخ الفن للألعاب لعام 2010 في أتلانتا، جورجيا، أشارت الأستاذة سيليا بيرس كذلك إلى أنه جنبًا إلى جنب مع الإنتاجات الفنية لدوشامب، مهدت حركة فلوكوس في الستينيات، وحركة الألعاب الجديدة على الفور الطريق لألعاب فنية أكثر حداثة. في الآونة الأخيرة، نشأ تداخل قوي بين الألعاب الفنية والألعاب المستقلة. يعتبر هذا الاجتماع بين حركة الألعاب الفنية وحركة الألعاب المستقلة أمرًا مهمًا وفقًا للبروفيسور بيرس، من حيث أنه يجلب الألعاب الفنية إلى مزيد من العيون ويسمح بإمكانية أكبر للاستكشاف في الألعاب المستقلة.
في مارس 2006، وصف وزير الثقافة الفرنسي ألعاب الفيديو لأول مرة بأنها سلع ثقافية و شكل من أشكال التعبير الفني، ومنح الصناعة إعانة ضريبية ودخل مصممي ألعاب فرنسيين (ميشيل أنسيل وفريديريك راينال) وواحد مصمم الألعاب الياباني. في مايو 2011، قامت المؤسسة الوطنية الأمريكية للفنون، بقبول منح للمشاريع الفنية لعام 2012، بتوسيع المشاريع المسموح بها لتشمل الألعاب التفاعلية، مما زاد من الاعتراف بألعاب الفيديو كشكل فني. وبالمثل، قضت المحكمة العليا بالولايات المتحدة بأن ألعاب الفيديو كانت خطابًا محميًا مثل أشكال الفن الأخرى في قرار يونيو 2011. في ألمانيا، قبل أغسطس 2018، قامت هيئة تصنيف البرامج بفرض (الكود الألماني) القسم 86 أ على النحو الذي حددته الحكومة الألمانية، التي حظرت بيع الألعاب التي تحتوي على صور للجماعات المتطرفة مثل النازيين؛ بينما سمح القسم 86 أ باستخدام هذه الصور في الأعمال الفنية والعلمية، لم يُنظر إلى ألعاب الفيديو على أنها تدخل ضمن الاستخدام الفني. في 9 أغسطس 2018، وافقت الحكومة الألمانية على الاعتراف ببعض الطبيعة الفنية لألعاب الفيديو وخففت القيود المفروضة على القسم 86 أ، مما يسمح بالنظر في الألعاب التي تحتوي على مثل هذه الصور طالما أنها تقع ضمن بند الملاءمة الاجتماعية في القسم 86 أ.
تصبح الخطوط الفاصلة بين ألعاب الفيديو والفن غير واضحة عندما تتناسب المعارض مع تسميات كل من الألعاب والفن التفاعلي. أقام متحف سميثسونيان للفنون الأمريكية معرضًا في عام 2012 بعنوان فن ألعاب الفيديو، والذي تم تصميمه لإظهار الطبيعة الفنية لألعاب الفيديو، بما في ذلك تأثير الأعمال القديمة والتأثير اللاحق لألعاب الفيديو على الثقافة الإبداعية. أضافت سميثسونيان فيما بعد لعبة، من هذه المجموعة، كمعارض دائمة داخل المتحف. وبالمثل، يهدف متحف الفن الحديث في مدينة نيويورك إلى جمع أربعين لعبة فيديو ذات أهمية تاريخية في شكلها الأصلي لعرضها، وعرض تصميم تفاعل ألعاب الفيديو كجزء من جهد أوسع للاحتفال بالألعاب كوسيلة فنية. يسلط المعرض الفني السنوي الضوء على فن ألعاب الفيديو الذي اختُير من قبل لجنة من محترفي ألعاب الفيديو وصناعة الفن.
سيحصل مهرجان تريبيكا السينمائي، على جائزة ألعاب تريبيكا الأولى في حدث 2021، على الرغم من عرضه لألعاب الفيديو في الماضي.

### الحجج الفلسفية لألعاب الفيديو
كانت ألعاب الفيديو ذات أهمية في الجماليات الفلسفية وفلسفة الفنون منذ منتصف العقد الأول من القرن الحادي والعشرين على الأقل حيث تقوم مجموعة متزايدة من الأدب بفحص ألعاب الفيديو في سياق الأسئلة الفلسفية التقليدية المتعلقة بالفنون. أحد هذه الأسئلة هو ما إذا كانت ألعاب الفيديو هي شكل من أشكال الفن. في مقال نشر عام 2005 في مجلة علم الجمال المعاصر، هل ألعاب الفيديو هي فن؟، جادل الفيلسوف آرون سموتس بأنه من خلال أي تعريف رئيسي للفن، يجب اعتبار العديد من ألعاب الفيديو الحديثة فنًا، الفيلسوف النيوزيلندي جرانت تافينور 2009 يجادل بأنه عند النظر إليه بموجب تعريفات منفصلة أو حسابات عنقودية وُظّفت لمعالجة مسألة تعريف الفن نفسه، أنه على الرغم من أن لديهم سوابقهم التاريخية والمفاهيمية غير الفنية، فإن ألعاب الفيديو تقع في مكان مناسب. العلاقة المفاهيمية بالأعمال الفنية غير المتنازع عليها وتعتبر بمثابة فن الجماهيري. دومينيك ماكيفر لوبيز، الفيلسوف بجامعة كولومبيا البريطانية، الذي كتب في كتاب عن فن الكمبيوتر، يعطي أسبابًا مماثلة للنظر في ألعاب الفيديو كشكل من أشكال الفن، على الرغم من الإشارة أيضًا إلى أن تفاعلها المميز قد يعني أنه بالمقارنة مع أشكال الفن الراسخة مثل الهندسة المعمارية والموسيقى، فإن كل منها يدرك الخصائص الجمالية الإيجابية بطريقته الخاصة.
تحول الكثير من الأدبيات الآن من مسألة ما إذا كانت ألعاب الفيديو فنًا أم لا، إلى السؤال عن نوع شكلها الفني. يعتبر الفيلسوف بيريس غاوت من جامعة سانت أندروز أن ألعاب الفيديو هي حالة سينما تفاعلية. في جماليات ألعاب الفيديو، مجموعة 2018 من المقالات الفلسفية عن الألعاب التي تحررت بواسطة تافينور وجون روبسون، يعتبر العديد من الفلاسفة نوع ألعاب الشكل الفني، وما إذا كانت تتضمن ممارسات تفسيرية فنية مميزة أو فريدة.